# Håkan Hellström
Håkan Hellström (ur. 2 kwietnia 1974 w Göteborgu) – szwedzki wokalista, autor tekstów i piosenek. Były członek zespołów Honey is Cool i Broder Daniel. Od 2000 roku prowadzi solową działalność artystyczną.

## Dyskografia
Albumy studyjne
| Känn ingen sorg för mig Göteborg                | - Data: 16 października 2000 - Wydawca: Virgin       | 1 | 21 | - SWE: platynowa płyta |
| Det är så jag säger det                         | - Data: 28 października 2002 - Wydawca: Virgin       | 2 | 3  | - SWE: platynowa płyta |
| Ett kolikbarns bekännelser                      | - Data: 16 lutego 2005 - Wydawca: Virgin             | 1 | 9  | - SWE: złota płyta     |
| Nått gammalt, nått nytt, nått lånat, nått blått | - Data: 28 października 2005 - Wydawca: Virgin       | 1 | —  | - SWE: złota płyta     |
| För sent för edelweiss                          | - Data: 29 kwietnia 2008 - Wydawca: Virgin           | 1 | 19 |                        |
| 2 steg från Paradise                            | - Data: 13 października 2010 - Wydawca: Virgin       | 1 | 4  |                        |
| Det kommer aldrig va över för mig               | - Data: 17 kwietnia 2013 - Wydawca: Stranded Rekords | 1 | 2  |                        |
| "—" album nie był notowany.                     |                                                      |   |    |                        |

Albumy koncertowe
| Tytuł            | Dane dot. albumu                                      | Pozycja na liście |
| Tytuł            | Dane dot. albumu                                      | SWE               |
| ---------------- | ----------------------------------------------------- | ----------------- |
| "Håkan Boma Ye!" | - Data: 5 grudnia 2014 - Wydawca: Kamikaze, Woah Dad! | 1                 |

Kompilacje
| Tytuł                     | Dane dot. albumu                                      | Pozycja na liście |
| Tytuł                     | Dane dot. albumu                                      | SWE               |
| ------------------------- | ----------------------------------------------------- | ----------------- |
| Samlade singlar 2000–2010 | - Data: 23 czerwca 2010 - Wydawca: Dolores Recordings | 4                 |

## Nagrody i wyróżnienia
| Rok  | Kategoria                        | Tytułem                              | Nagroda     | Nota      | Źródło |
| ---- | -------------------------------- | ------------------------------------ | ----------- | --------- | ------ |
| 2000 | Årets svenska manliga artist     | Håkan Hellström                      | Rockbjörnen | Laur      | [ 16 ] |
| 2000 | Årets svenska album              | Känn ingen sorg för mig Göteborg     | Rockbjörnen | Laur      | [ 16 ] |
| 2001 | Årets svenska manliga artist     | Håkan Hellström                      | Rockbjörnen | Laur      | [ 16 ] |
| 2001 | Årets textförfattare             | Håkan Hellström                      | Grammis     | Laur      | [ 17 ] |
| 2001 | Årets artist                     | Håkan Hellström                      | Grammis     | Nominacja | [ 18 ] |
| 2001 | Årets pop/rock manlig            | Känn ingen sorg för mig Göteborg     | Grammis     | Nominacja | [ 19 ] |
| 2001 | Årets nykomling                  | Känn ingen sorg för mig Göteborg     | Grammis     | Nominacja | [ 20 ] |
| 2001 | Årets låt                        | Känn ingen sorg för mig Göteborg     | Grammis     | Nominacja | [ 21 ] |
| 2001 | Årets album                      | Känn ingen sorg för mig Göteborg     | Grammis     | Nominacja | [ 22 ] |
| 2002 | Årets svenska manliga artist     | Håkan Hellström                      | Rockbjörnen | Laur      | [ 16 ] |
| 2002 | Årets svenska låt                | "Kom Igen Lena"                      | Rockbjörnen | Laur      | [ 16 ] |
| 2003 | Årets pop/rock manlig            | Det är så jag säger det              | Grammis     | Laur      | [ 23 ] |
| 2003 | Årets artist                     | Det är så jag säger det              | Grammis     | Nominacja | [ 24 ] |
| 2003 | Årets album                      | Det är så jag säger det              | Grammis     | Nominacja | [ 25 ] |
| 2003 | Årets låt                        | "Kom Igen Lena"                      | Grammis     | Nominacja | [ 26 ] |
| 2003 | Årets textförfattare             | Håkan Hellström                      | Grammis     | Nominacja | [ 27 ] |
| 2003 | Årets kompositör                 | Håkan Hellström                      | Grammis     | Nominacja | [ 28 ] |
| 2008 | Årets svenska album              | För sent för edelweiss               | Rockbjörnen | Laur      | [ 16 ] |
| 2008 | Årets svenska liveakt            | Håkan Hellström                      | Rockbjörnen | Laur      | [ 16 ] |
| 2011 | Årets svenska manliga liveartist | Håkan Hellström                      | Rockbjörnen | Laur      | [ 16 ] |
| 2013 | Årets svenska manliga liveartist | Håkan Hellström                      | Rockbjörnen | Laur      | [ 16 ] |
| 2013 | Årets svenska låt                | Det kommer aldrig va över för mig    | Rockbjörnen | Laur      | [ 16 ] |
| 2013 | Årets konsert                    | Håkan Hellström på Slottsskogsvallen | Rockbjörnen | Laur      | [ 16 ] |
| 2014 | Årets manliga liveartist         | Håkan Hellström                      | Rockbjörnen | Laur      | [ 16 ] |
| 2014 | Årets svenska konsert            | Håkan Hellström                      | Rockbjörnen | Laur      | [ 16 ] |